# Межлумян, Межлум
Межлум Межлумян (арм. Մեժլում Մեժլումյան; род. 2001, Армения) — армянский борец вольного стиля, член национальной сборной Армении,  бронзовый призер чемпионата Европы по борьбе (2024), призер юношеских чемпионатов мира и Европы.

## Карьера
Межлум Межлумян в составе сборной Армении по вольной борьбе стал бронзовым призером чемпионата Европы 2024 в весе до 61 кг, проходившем в Бухаресте (Румыния). 23-летний спортсмен проиграл в первой же схватке на турнире Залимхану Абакарову (Алабния), но Абакаров вышел в финал, а Межлум получил право бороться за бронзу через утешительные схватки. Сначала он поборол грузина Шоту Партенадзе со счетом 5:4, а затем одолел немца Николаса Штекле. Поединок закончился 7:5 в пользу армянина. Таким образом, Межлумян в первый раз завоевал медаль на взрослом уровне в международных соревнованиях. До этого в октябре 2023 года добыл для Армении бронзу чемпионата мира по вольной борьбе среди юниоров U23 в весе до 61 кг. В марте того же года  на чемпионате Европы занял второе место в своей весовой категории. Уверенно дойдя до финала и выиграв таких борцов как Адам Бибулатов (Франция), румына Риттера Даниэля и в полуфинале итальянца Пиродду Симоне Винченцо, в решающей схватке за золото уступил спортсмену из Украины Андрею Джелепу.